# Shota Chochishvili
Shota Chochishvili, né le 10 juillet 1950 à Ghlevi (RSS de Géorgie) et mort le 27 août 2009 à Gori (Géorgie), est un judoka soviétique géorgien. 
Il est le premier judoka soviétique champion olympique en 1972 lorsqu'il remporte la finale de la catégorie des moins de 93 kg face au Britannique David Starbrook. Après sa carrière, il bat lors d'un combat de Mixed martial arts (MMA) Antonio Inoki en 1989. Chochishvili devient par la suite entraîneur de judo et a été le vice-président de la Fédération géorgienne de judo ainsi que du Comité olympique géorgien.

## Palmarès
| Année | Compétition           | Lieu         | Résultat | Catégorie         |
| ----- | --------------------- | ------------ | -------- | ----------------- |
| 1972  | Jeux olympiques       | Munich       | 1er      | Moins de 93 kg    |
| 1973  | Championnats d'Europe | Madrid       | 2e       | Toutes catégories |
| 1974  | Championnats d'Europe | Londres      | 2e       | Toutes catégories |
| 1975  | Championnats d'Europe | Lyon         | 2e       | Toutes catégories |
| 1975  | Championnats du monde | Vienne       | 3e       | Toutes catégories |
| 1976  | Jeux olympiques       | Montréal     | 3e       | Toutes catégories |
| 1977  | Championnats d'Europe | Ludwigshafen | 3e       | Toutes catégories |